# Péter Bácsalmási
Péter Bácsalmási (* 6. November 1908 in Bácsalmás; † 20. Mai 1981 in Budapest) war ein ungarischer Zehnkämpfer, Dreispringer und Stabhochspringer.
Bei den Olympischen Spielen wurde er 1932 in Los Angeles Neunter im Dreisprung und Zehnter im Zehnkampf. 1936 in Berlin wurde er Sechster im Stabhochsprung und Zwölfter im Zehnkampf.
Fünfmal wurde er Ungarischer Meister im Zehnkampf (1931–1934, 1937) und zweimal im Dreisprung (1931, 1932).

## Persönliche Bestleistungen
- Stabhochsprung: 4,04 m, 1936
- Dreisprung: 14,74 m, 25. Mai 1931, Budapest
- Zehnkampf: 7842,410 Punkte, 9. Juni 1932, Budapest